# WWF WrestleMania: The Arcade Game
WWF Wrestlemania (também conhecido em versões para console como "WWF Wrestlemania: The Arcade Game") é um jogo arcade de wrestling profissional lançado pela Midway Manufacturing Co., em 1995. Ele baseia-se na World Wrestling Federation (WWF).O jogo caracterizou representações digitalizadas de oito artistas da WWF,lutando uns contra os outros em ritmo acelerado. Comentário é feito por Vince McMahon e Jerry Lawler, que também aparecem no jogo sentados na mesa dos locutores, à direita do ringue.

## Roster
| Função       | Lutador         |
| ------------ | --------------- |
| Lutador      | Bam Bam Bigelow |
| Lutador      | Bret Hart       |
| Lutador      | Doink The Clown |
| Lutador      | Lex Luger       |
| Lutador      | Razor Ramon     |
| Lutador      | Shawn Michaels  |
| Lutador      | The Undertaker  |
| Lutador      | Yokozuna        |
| Comentarista | Vince McMahon   |
| Comentarista | Jerry Lawler    |

## Jogabilidade
Apesar de ser baseado no wrestling profissional, os gráficos digitalizados fizeram  com que fosse um jogo de luta inspirado por uma série famosa da Midway, o Mortal Kombat. Enquanto movimentos de wrestling reais estão presentes, os jogos consistem principalmente de ataques especiais e combos de ataque bizarros (Undertaker lançar espiritos contra o adversário e Doink bater no adversário com uma campainha de brinquedo).Há outras semelhanças com o Mortal Kombat, para vencer a luta o jogador tem que ganhar duas das três rodadas e os jogadores podendo ser premiados com vitórias perfeitas.Uma característica única é que cada personagem pode "sangrar".
WWF Wrestlemania possui dois modos single-player: o Intercontinental Championship e o WWF ChampionshipNo modo Intercontinental Championship, o jogador deve ganhar quatro lutas one-on-one, duas Handicap 2-on-1, e uma Handicap 3-on-1 para ganhar o cinturão. No modo mais difícil do WWF Championship, o jogador deve ganhar quatro Handicap 2-on-1,duas Handicap 3-on-1 e, finalmente, um "WrestleMania Challenge", onde o jogador deve derrotar cada lutador em uma luta Gauntlet , começando com uma configuração de three-on-one, com cada adversário eliminado sendo substituído por outro até todos os oito forem derrotados.O jogo também apresenta dois modos multi-player;  head to head, one-on-one entre dois jogadores, ou o modo tag team,uma versão tag team do "WrestleMania Challenge" em que devem derrotar oito tag teams para se tornarem Tag Team Champions.

## Desenvolvimento
Muitos anos depois o jogo foi lançado, o desenvolvedor Sal DiVita confirmou um rumor antigo que Bryan Clark era um personagem oculto, mas também afirmou que o personagem não foi totalmente desenvolvido.

## Bugs
A versão do SNES omite Bam Bam Bigelow e Yokozuna. Quando o máximo de três personagens estão na tela ao mesmo tempo, o jogo fica mais lento. Também carece de voz e vários comentários e o dano sofrido pelos ataques foi reduzido.
A versão do Mega Drive / Gênesis retém a maior parte da voz e as amostras de comentários do arcade e permite quatro lutadores na tela. A versão do Sega 32X é semelhante à versão do Mega Drive / Gênesis, mas com gráficos melhorados e de áudio. No entanto, a taxa de quadros foi reduzida para 30 quadros por segundo em comparação com 60 quadros por segundo em todas as outras versões.
Os lançamentos em CD-ROM (PlayStation,Sega Saturn e DOS)são visualmente mais parecidos com o Arcade, mas os gráficos não são tão nítidos e sprites são ligeiramente menores. Também não há música-jogo nas versões do PlayStation e do Saturn. As versões do PlayStation e do Saturn podem "congelar" por um momento durante o jogo para carregar o próximo lutador durante uma Battle royal,depois que um personagem for eliminado.